# Gabriel Abbo
Pour les articles homonymes, voir Abbo.
Gabriel Abbo est un homme politique français, né le 26 juin 1883, à Abbo (aujourd'hui Sidi Daoud) en Algérie et mort le 20 octobre 1954 dans la même ville.

## Biographie
Petit-fils du fondateur du village colonial Abbo, viticulteur, il milite activement dans les organisations professionnelles de sa branche et devient président de la Confédération des vignerons d'Algérie. En 1919, il devient maire de son village natal, et, en 1921, il se présente comme candidat d'Union républicaine des gauches à une élection législative partielle. Élu, il rejoint le groupe républicain-socialiste à la Chambre des députés.
Il ne sollicite pas le renouvellement de son mandat en 1924 mais demeure maire, puis conseiller général en 1925 et enfin membre de l'Assemblée algérienne en avril 1948 jusqu'à son décès en 1954, occupant notamment les fonctions de président de la Fédération des maires d'Algérie, de vice-président de la Fédération des maires de France et aussi président de la Confédération Générale des Vignerons Algériens.
Gabriel Abbo est également un épéiste redoutable, plusieurs fois champion d'Algérie, et prend part à un duel sanglant au révolver contre un journaliste local.
À sa mort, c'est sa compagne et gouvernante, Fatma bent Ali dite "Yvonne" Farah qui héritera d'une partie de ses biens et partira ensuite définitivement pour la France en 1963.

## Sources
- « Gabriel Abbo », dans le Dictionnaire des parlementaires français (1889-1940), sous la direction de Jean Jolly, PUF, 1960 [détail de l’édition]